# Aman Group
Aman Group ist eine internationale Hotelgruppe im Luxusbereich mit Firmensitz in Baar, Schweiz. Stand 2022 gehören 33 Objekte in 20 Ländern zu der Gruppe. Das Wort „Aman“ stammt aus dem Sanskrit und bedeutet „Frieden“. Gründer der Hotelgruppe war der Indonesier Adrian Zecha (* 1933).

## Geschichte
Adrian Zecha war zunächst als Journalist tätig, wechselte dann in den Tourismus und wurde später Hoteldirektor bei internationalen Hotelketten. 1988 machte er sich selbständig und investierte zusammen mit Partnern in ein exklusives Boutique-Hotel für anspruchsvolle Kundschaft in einer ausgesuchten Lage in Phuket, Thailand. Das Hotel erhielt den Namen „Amanpuri“, dies war der Ursprung der Aman Group. Geschäftssitz war damals Singapur. Zechas Geschäftskonzept unterschied sich von den marktüblichen großen Ferienhotels. Das Hotel hatte nur 40 Gästezimmer, um den Gästen einen exklusiven Charakter vermitteln. Die Übernachtungspreise waren andererseits um ein Mehrfaches teurer. Das Konzept war erfolgreich, die Eigentümer bauten das Geschäft weiter aus und investierten in Asien und in Europa in weitere Hotels.
1998 verkauften Mitgesellschafter ihre Anteile an die US-amerikanische Fondgesellschaft Colony Capital, die nun Mehrheitseigentümer wurde. Es kam zu Meinungsverschiedenheiten und Zecha verließ die Gesellschaft. Zwei Jahre später wurde die in Hongkong ansässige Finanzgesellschaft, Lee Hing Development, Haupteigentümer der Gesellschaft. Zecha kehrte zurück und wurde erneut CEO der Gesellschaft. Gemäß der ursprünglichen Geschäftsidee wurden weitere Hotels in Asien und in der Karibik eröffnet. 2007 übernahm die indische Immobiliengesellschaft DLF die Anteile von Lee Hing Development. Sieben Jahre später verkaufte DLF ihre Anteile an den russischen Geschäftsmann Vladislav Doronin. Zecha verließ daraufhin erneut die Gesellschaft. Doronin verlegte den Geschäftssitz in die Schweiz und berief sich zum Chairman der Firmengruppe. 2015 erwarb Doronin die verbleibenden Geschäftsanteile. Zwei Jahre später übernahm er auch die operative Führung als CEO. Wachstum ist weiterhin ein wesentlicher Teil der Unternehmensstrategie. Unter der Markenbezeichnung „Janu“ gehören seit 2020 auch größere Hotels zur Hotelgruppe. Sie sind unverändert im Luxussegment angesiedelt, ermöglichen jedoch eine nicht ganz so exklusive Preispolitik.

## Hotels
Die Hotels der Aman-Group sind Boutique-Hotels mit jeweils eigenem landestypischem Charakter. Die Zahl der Gästezimmer lag anfangs bei maximal 55 und die Relation Personal zu Gästen betrug rund 6:1, was in der Hotellerie außergewöhnlich ist.
Jedes Hotel hat einen eigenen Namen, der in der Regel mit dem Wortbestandteil „Aman“ beginnt. Teilweise befinden sich die Hotels in alten denkmalgeschützten Gebäuden, die ggf. restauriert worden sind. Eine Besonderheit ist „Aman Sveti Stefan“ auf der Insel Sveti Stefan; die Halbinsel in Montenegro gehört komplett zur Firmengruppe. Namhafte Innenarchitekten entwarfen die Einrichtungen.
Im August 2022 eröffnete das Aman Hotel an der Fifth Avenue in New York im historischen 1921 fertiggestellten Crown Building. Es hat 83 Suiten; 1,25 Milliarden US-Dollar wurden investiert.

### Galerie

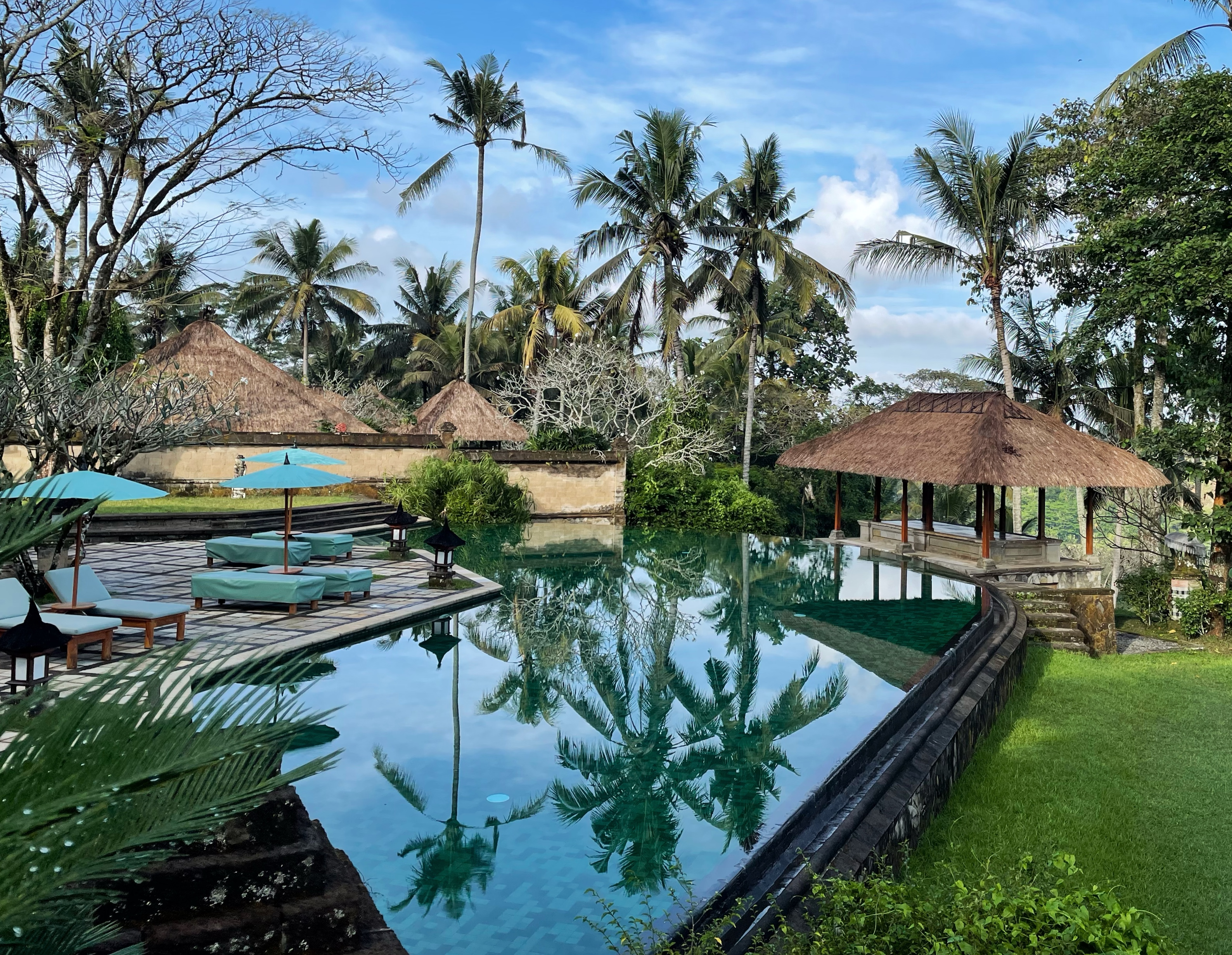
Pool im Amandari, Indonesien
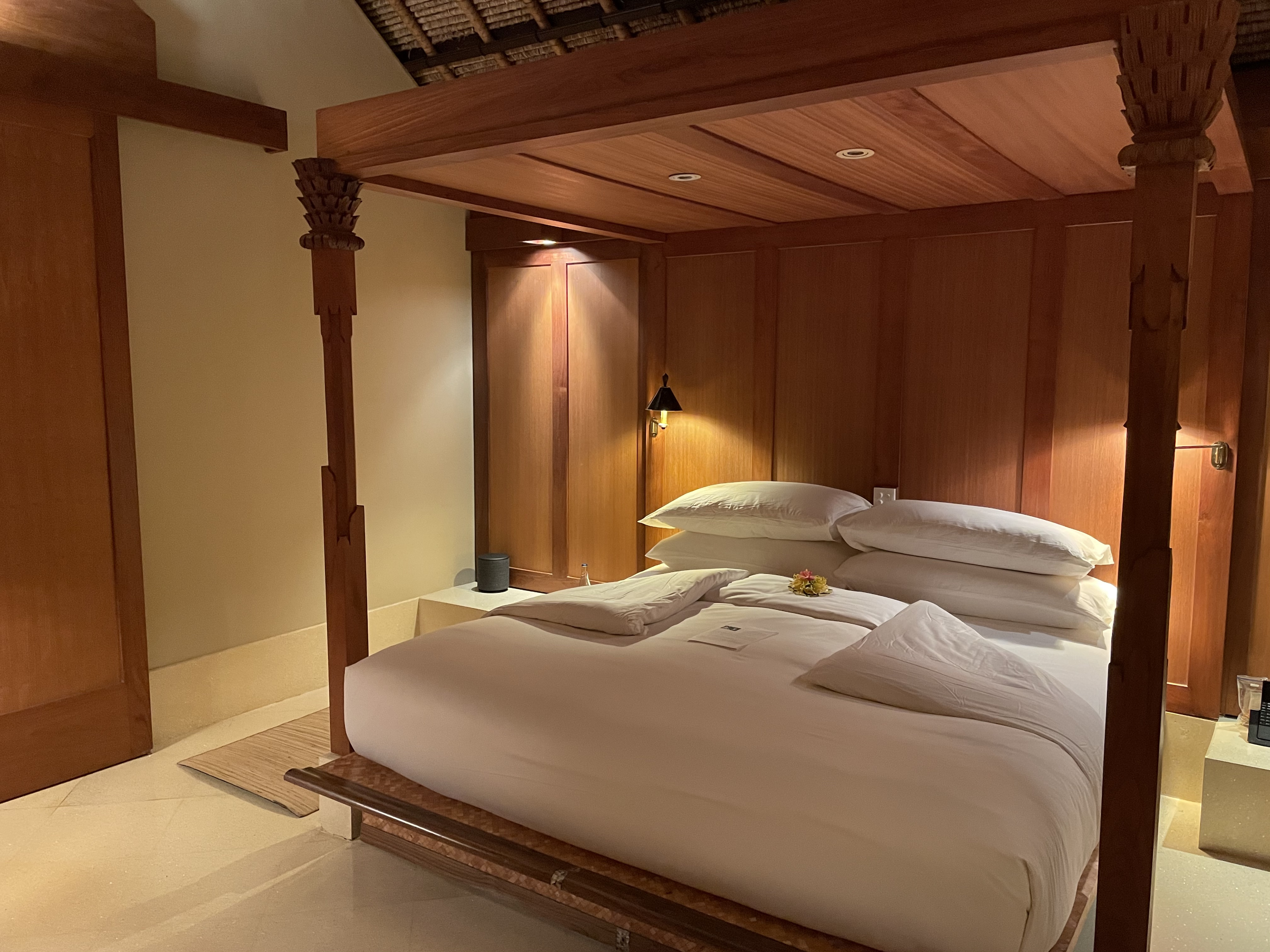
Gästezimmer im Amankila, Indonesien
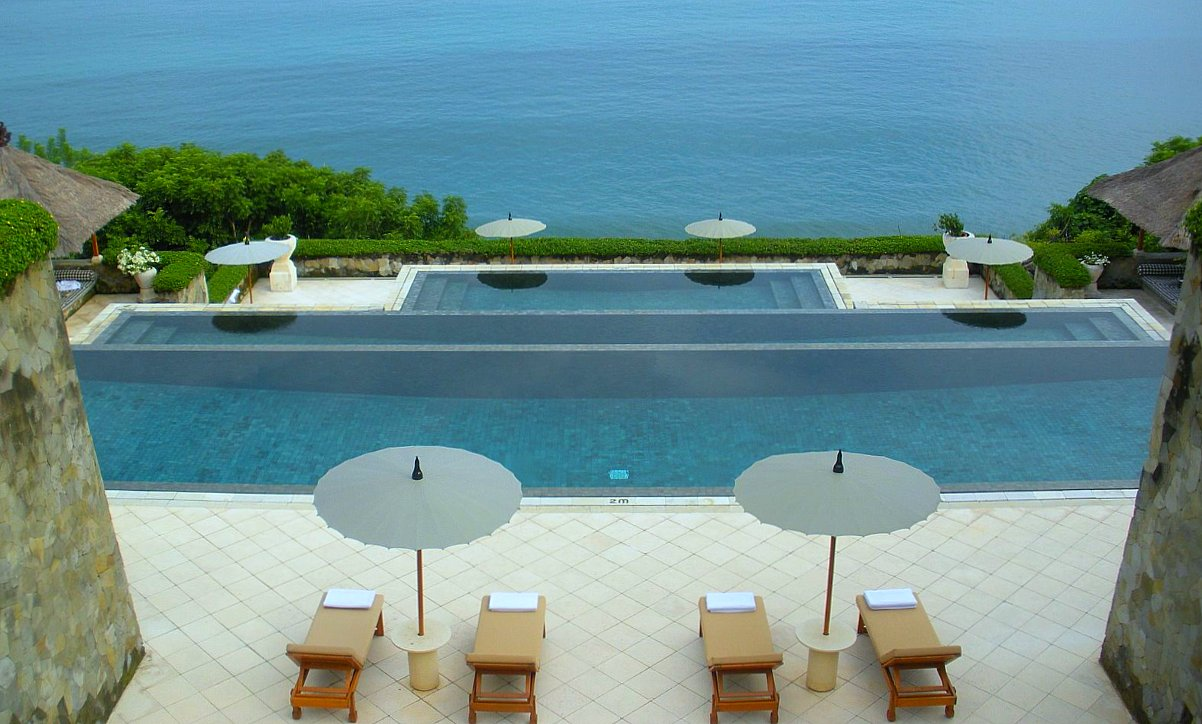
Pool im Amankila, Indonesien
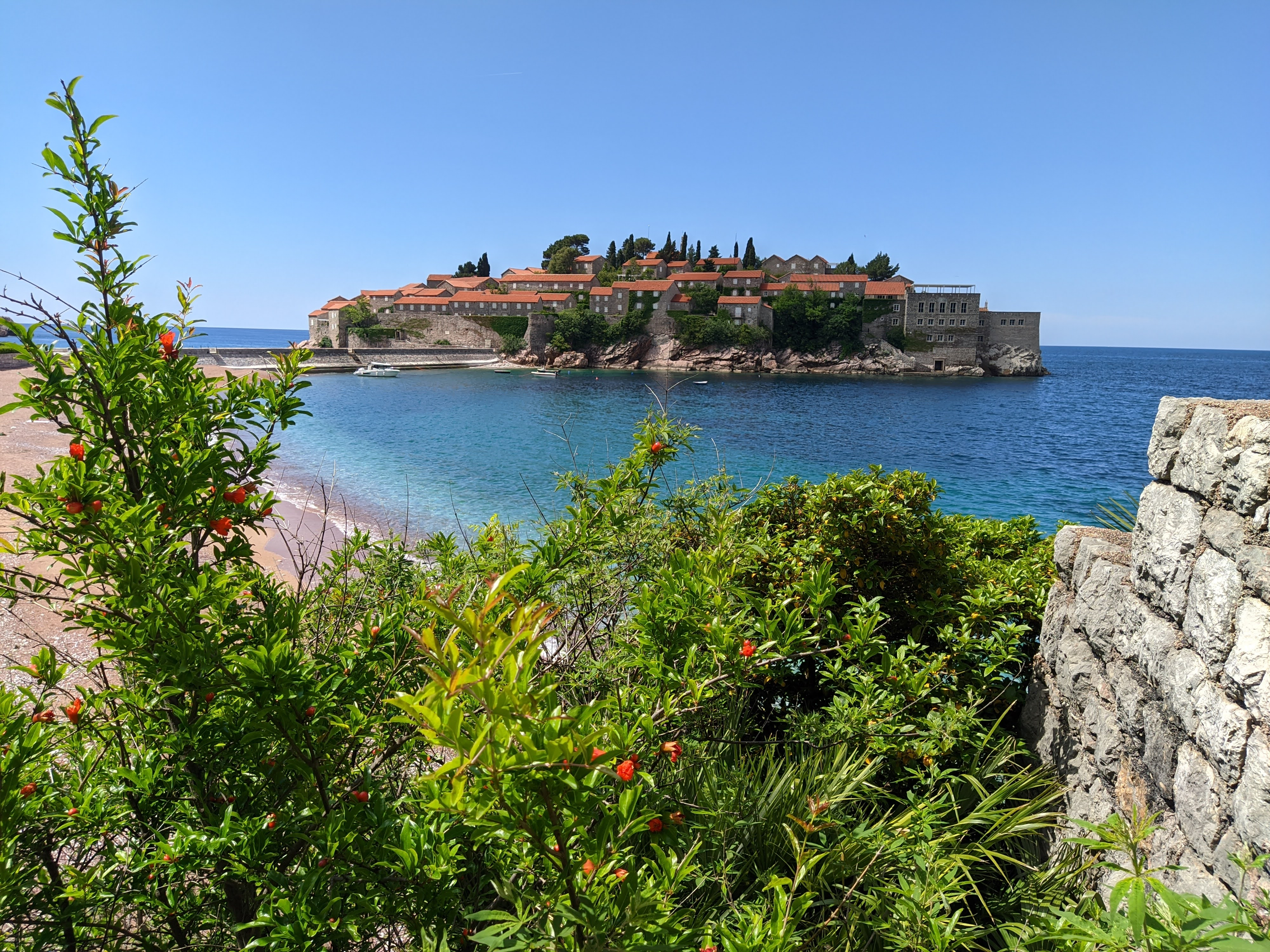
Aman in Sveti Stefan, Montenegro
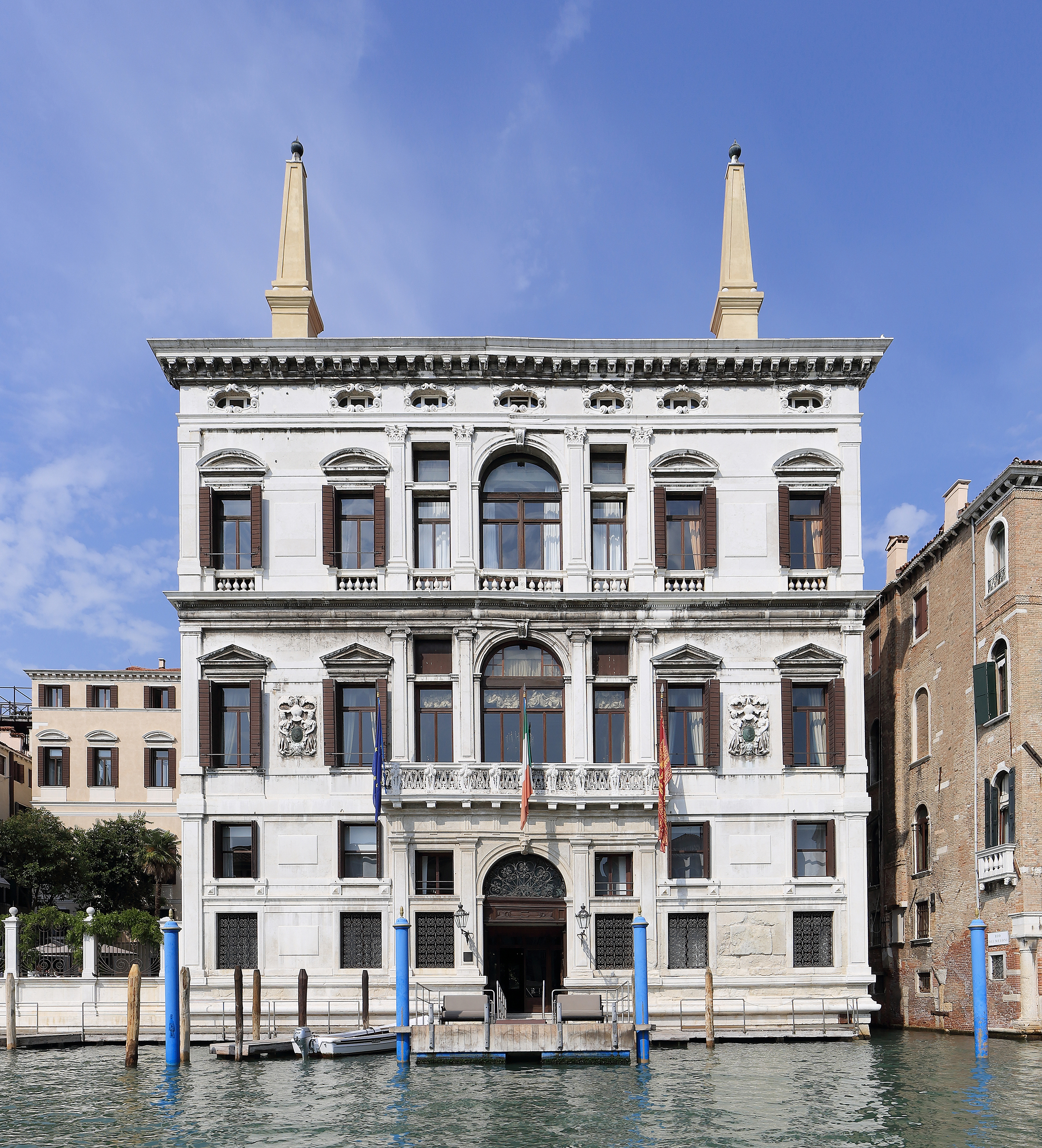
Aman Venedig im Palazzo Papadopoli
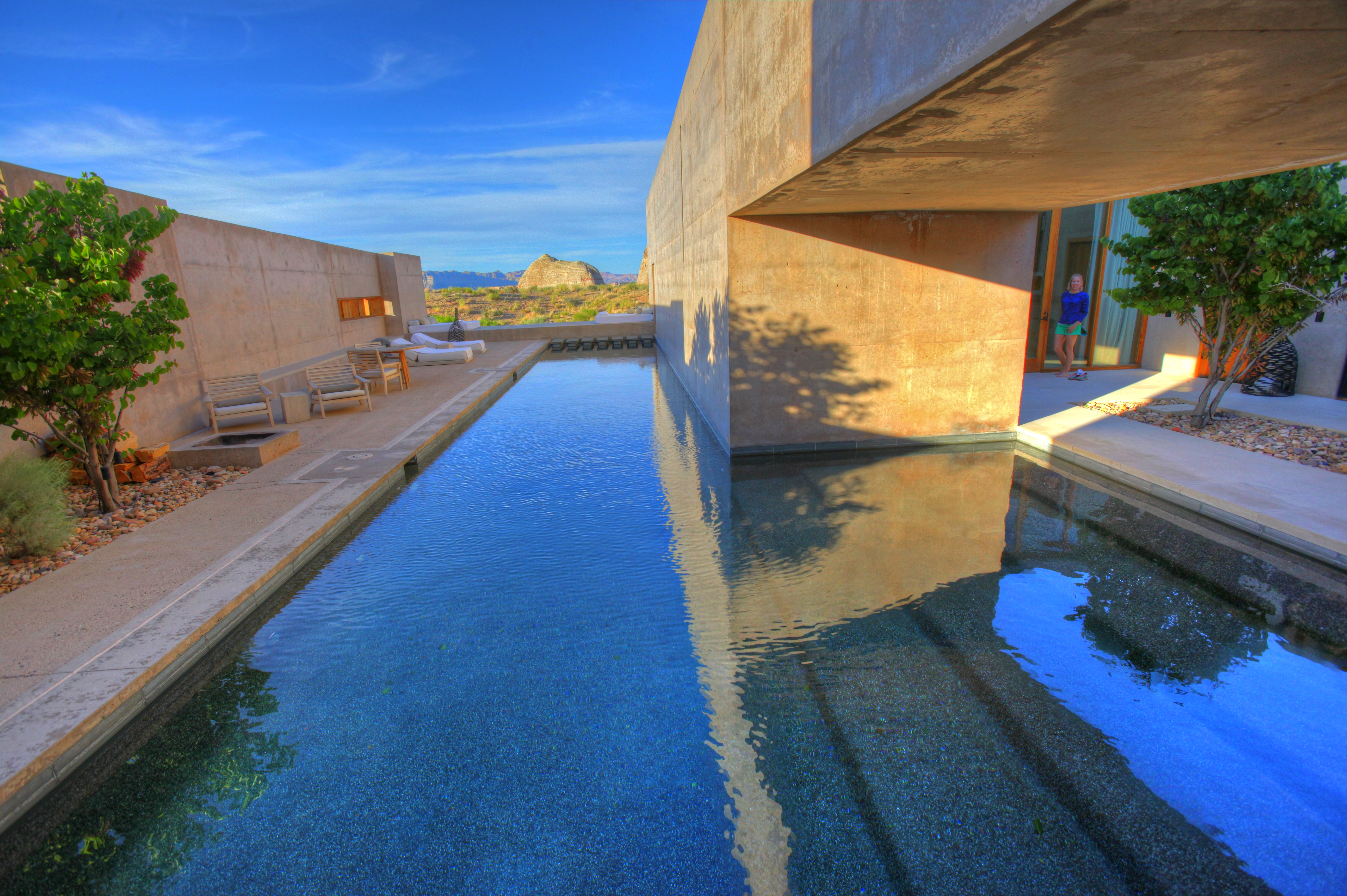
Amangiri, USA
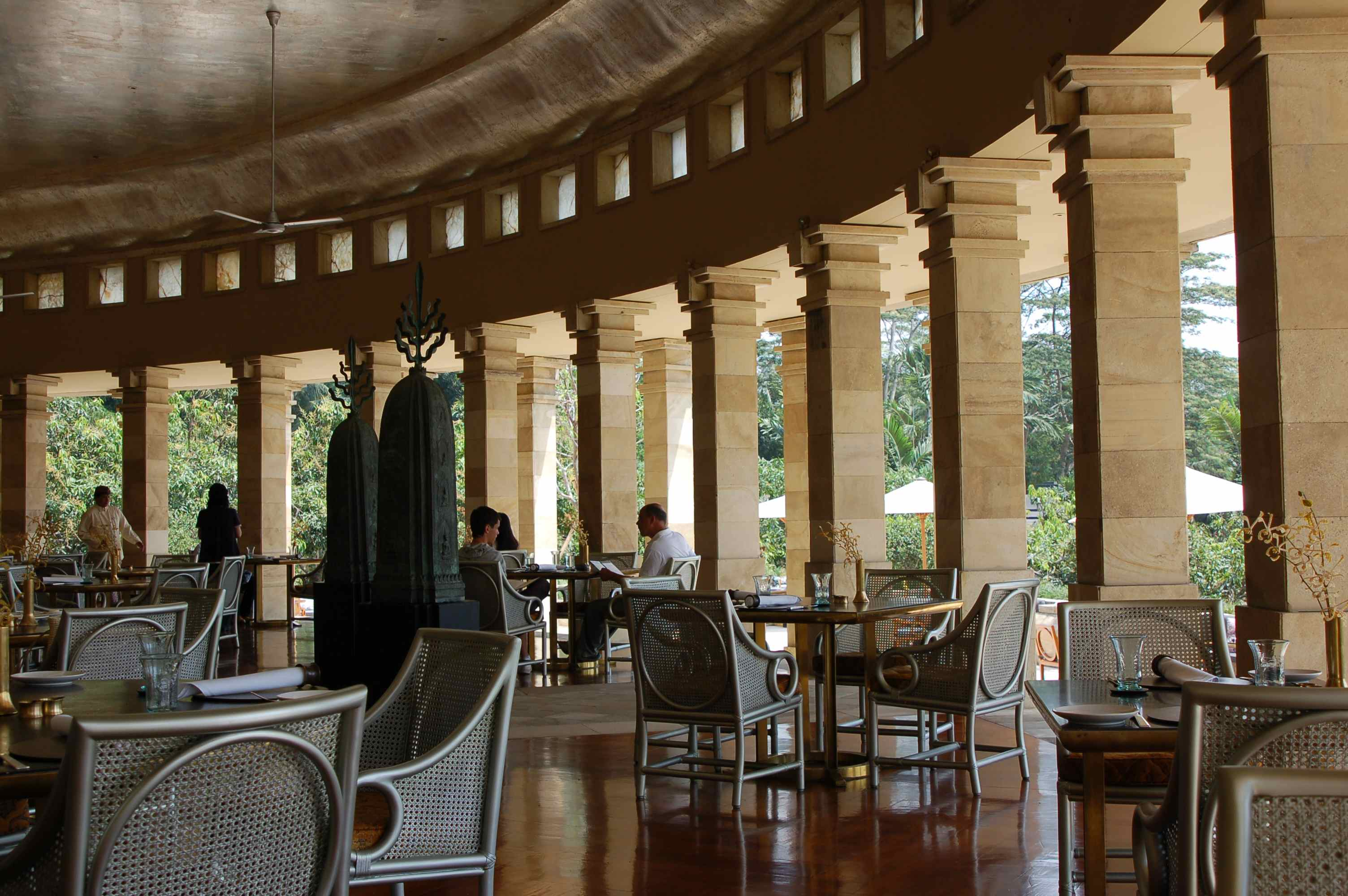
Restaurant im Amanjiwo, Indonesien
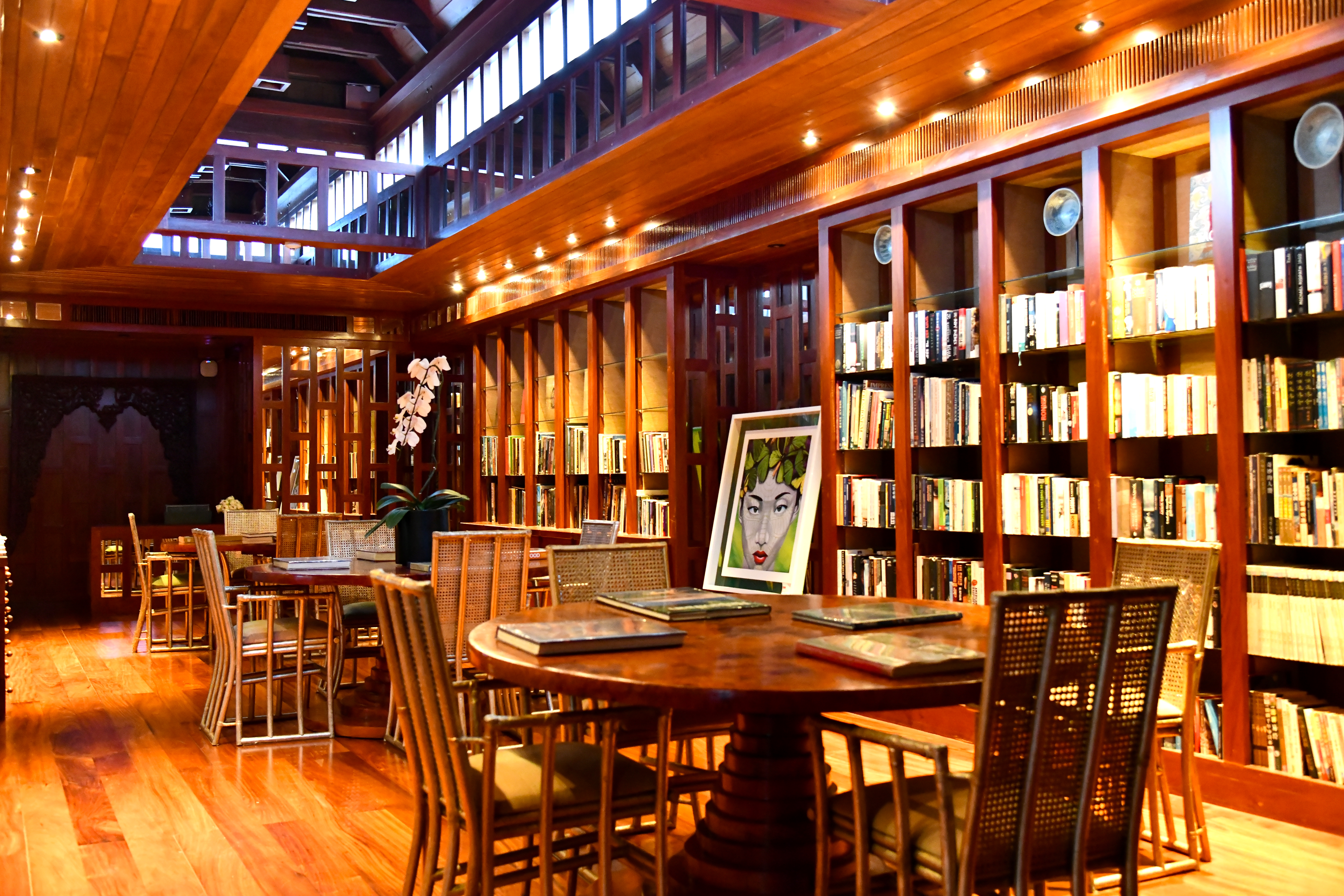
Amanpuri, Thailand

## Aman at Sea
Unter der Marke Aman at Sea ist vorgesehen, Luxuskreuzfahrten anzubieten. Der Neubau der 183 m langen Hotelyacht Amangati war für 2025 geplant, wurde aber auf 2027 verschoben. Der Entwurf stammt von Sinot Yacht Architecture and Design. Das Projekt ist ein Joint Venture zwischen der Luxushotelgruppe Aman und Cruise Saudi.

2024 hat die Italienische Werft T. Mariotti mit dem Bau begonnen. Die Yacht wird mit einem Dual-Fuel-Antrieb ausgestattet sein.